# Liz Greene

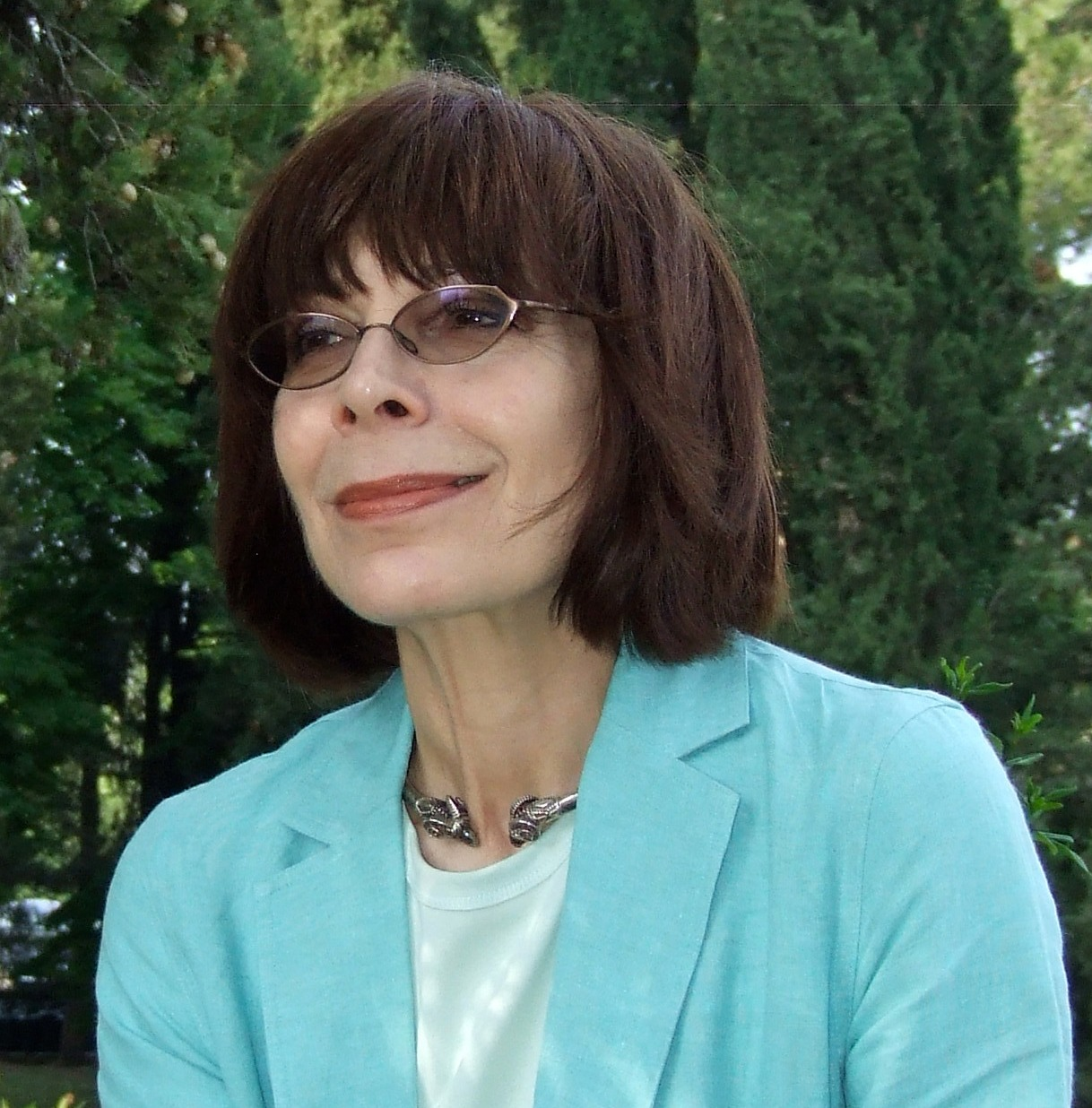
Liz Greene (Mai 2006)

Liz Greene (* 4. September 1946 in Englewood, New Jersey) ist eine US-amerikanisch-britische Psychoanalytikerin nach C. G. Jung, Astrologin und tiefenpsychologisch orientierte Autorin.

## Leben
Liz Greene wuchs als Tochter eines englischen Vaters und einer US-amerikanischen Mutter mit ihrem älteren Bruder Richard im US-Staat New Jersey auf und befasste sich schon als Teenager mit Psychologie und Astrologie, neben Kunst, Theater und Musik. Nach ihrem Bachelor- und Masterstudium der Psychologie in Boston und Los Angeles kam sie im Jahr 1975 nach London, der Heimat ihres Vaters, wo inzwischen auch ihr Bruder lebte. Sie erkannte in der Verknüpfung von Psychologie und Astrologie Diagnose- und Therapiemöglichkeiten. Ihr erstes Buch Saturn - A new look at an old devil (1976) zählt zu den Klassikern der modernen psychologischen Astrologie. Am Centre for Transpersonal Psychology in London erhielt sie 1983 ein Diplom der Fakultät für Astrologische Studien und ist seitdem Psychoanalytikerin nach C. G. Jung. Im Jahr 1983 gründete sie auch zusammen mit Howard Sasportas in London das Centre for Psychological Astrology (CPA), das Ausbildungen in psychologischer Astrologie anbietet. Daneben betrieb Greene, weitgehend voneinander getrennt, an der Estelle Road in Hampstead, London, ihre psychoanalytische und astrologische Praxis. Später wurde sie außerdem Direktorin der CPA Press, eines Verlages, der psychologisch-astrologische Sachbücher herausgibt.
Mit ihren Büchern und Seminaren trug Greene viel dazu bei, astrologische Elemente mit einem tiefenpsychologisch geprägten Deutungssystem zu verbinden und prägte damit die psychologische Astrologie weltweit. Sie ist – zusammen mit Alois Treindl – Verfasserin von speziellen computergenerierten Horoskopdeutungen, bei denen nicht einzelne Konstellationen aufgelistet werden, sondern eine Zusammenschau der Persönlichkeit versucht wird. Ihr Psychologisches Horoskop, das sie in den Jahren 1985–87 entwickelte, gilt dabei als Meilenstein in der psychologischen Astrologie. Es folgten das Kinderhoroskop, das Beziehungshoroskop, die Jahresanalyse, die Langzeit-Perspektiven und zuletzt das Horoskop Beruf und Berufung. Beachtung findet auch ihr großes Wissen der Mythologie. Für ihre bedeutenden Beiträge zur Astrologie wurde Greene im Jahr 2000 mit dem Charles Harvey Award der Astrological Association of Great Britain ausgezeichnet.
Im April 2010 wurde Liz Greene vom Department of History der University of Bristol für ihre Dissertation Magi and Maggidim: The Kabbalah in British Occultism 1860–1940 der Doktortitel verlieren. In dieser umfassenden wissenschaftlichen Arbeit analysiert Greene erstmals detailliert, wie die jüdische Kabbala im britischen Okkultismus des späten 19. und frühen 20. Jahrhunderts rezipiert, interpretiert und transformiert wurde. Dabei untersucht sie die Adaptionen, Veränderungen und Neuinterpretationen von Persönlichkeiten wie MacGregor Mathers, Dion Fortune und Aleister Crowley sowie von Organisationen wie des Hermetic Order of the Golden Dawn. Greene beschreibt diese Entwicklungen aus einer historisch-wissenschaftlichen Perspektive und hebt dabei die kulturellen Transformationen und rezeptionskritischen Aspekte hervor. Ihre Dissertation trägt damit wesentlich zum Verständnis der kulturellen und religiösen Synkretismen in der westlichen Esoterik bei und verbindet religionswissenschaftliche, historische und psychologische Perspektiven. Sie engagiert sich seit Jahren im Sophia-Projekt zur Erforschung der Kosmologie in der Kultur, einem einzigartigen Forschungs- und Lehrzentrum innerhalb der Fakultät für Geisteswissenschaften und der darstellenden Künste an der University of Wales Trinity Saint David. Es vereint die breiteren Aktivitäten des Sophia-Zentrums, dessen Aufgabe ist, gemeinsam zu überlegen, wie wir durch die Verbreitung der Vision einer globalen Religionskultur mit Einblicken in höhere, kosmische Zusammenhänge und vor dem Hintergrund eines beginnenden globalen und kosmischen Bewusstseins der Menschheit zukünftig auf der Erde leben wollen. Sie hat dort einen teils historisch, teils anthropologisch und teils philosophischen Aufgabenbereich, um die Rolle kosmologischer, astronomischer und astrologischer Überzeugungen, Modelle und Ideen in der menschlichen Kultur zu untersuchen, einschließlich der Theorie und Praxis von Mythos und Praxis von Mythen, Magie, Wahrsage, Religion, Spiritualität, Architektur, Politik und Kunst. Sie beschäftigt sich dabei mit der modernen Welt ebenso wie mit indigenen oder alten Praktiken.

## Zentrum für psychologische Astrologie
Am 13. Juni 1983 gründete Greene gemeinsam mit Howard Sasportas in London das Centre for Psychological Astrology (CPA), das ein strukturiertes Ausbildungsprogramm in psychologischer Astrologie aufbaute. Dieses förderte den Austausch zwischen den Bereichen der Astrologie und Tiefenpsychologie sowie der humanistischen und transpersonalen Psychologie und umfasste neben dem CPA Foundation Course auch eine dreijährige Berufsausbildung mit Abschlussdiplom. Zum Lehrkörper des CPA gehörten und gehören Dozentinnen und Dozenten wie Juliet Sharman-Burke, Darby Costello und Karen Hamaker-Zondag sowie Z'ev ben Shimon Halevi (Warren Kenton) als Lehrer der jüdischen Kabbalah und Gründer der britischen Kabbalah Society.
Nach dem Tod von Sasportas 1992 übernahm Charles Harvey dessen Rolle als Co-Direktor. Die administrative Leitung lag ab 1994 bei Sharman-Burke. Nach Harveys Tod im Jahr 2000 verblieb Greene als alleinige Direktorin. Ab 2011 entwickelte sich das CPA zu einer philosophisch ausgerichteten Akademie der Wissenschaften nach dem Vorbild der Platonischen Akademie. Der ursprüngliche Diploma-Kurs wurde 2015 auf Wunsch von Liz Greene in die neu gegründete Mercury Internet School of Psychological Astrology (MISPA) überführt, geleitet von John Green.

## Werke (Auswahl)
- Saturn. Neue Einsichten in einen verteufelten Planeten.(1984)
- Sage mir dein Sternzeichen, und ich sage dir, wie du liebst.(1984)
- Sonne und Mond. Die Bedeutung der großen Lichter in der Mythologie und im Horoskop. Hrsg. mit Howard Sasportas.(1994)
- Neptun, die Sehnsucht nach Erlösung.(1996)
- Abwehr und Abgrenzung als positive Dimension des Lebens und ihre Entsprechungen im Horoskop.(1997)
- Prognose und psychologische Dynamik. Das Horoskop und was es offenbart.(2000)
- Dreiecksbeziehungen.(2001)
- Das Composit. Im Horoskop das Wesen von Beziehungen erkennen.(2002)
- Die Botschaft des göttlichen Feuers. Die Sonne im Horoskop und der kreative Weg zu Individualität und Berufung.(2004)
- Mars im Horoskop. Hrsg. mit Melanie Reinhart, Lynn Bell und Darby Costello.(2004)
- Die Entfaltung der Persönlichkeit durch psychologische Astrologie. Hrsg. mit Howard Sasportas.(2005)
- Schattenseiten der Seele. Extreme Seelenzustände und Astrologie.(2006)
- Dimensionen des Unbewußten in der Psychologischen Astrologie. Ein Kompendium der Psychologischen Astrologie. Hrsg. mit Howard Sasportas (2006)
- Schicksal und Astrologie. Die Familie im Spiegel des Horoskops.(2007)
- Jenseits von Saturn: Pluto, Neptun, Uranus. Eine Astrologie des Kollektiven.(2008)
- Saturn und Jupiter. Neue Aspekte astrologischer Praxis. Hrsg. mit Steven Arroyo (2008)
- Astrologies: Plurality and Diversity in the History of Astrology Hrsg. mit Nicholas Campion. Sophia Centre Press (2011)
- Magi and Maggidim: The Kabbalah in British Occultism 1860–1940. Bristol: Sophia Centre Press (2012)
- Sky and Symbol: Proceedings of the Ninth Annual Sophia Centre Conference, 2011 Hrsg. mit Nichoals Campion. Sophia Centre Press (2013)
- The Astrological World of Jung’s 'Liber Novus': Daimons, Gods, and the Planetary Journey Routledge (2018)
- Jung’s Studies in Astrology: Prophecy, Magic, and the Qualities of Time Routledge (2018)
- Chiron in Love: The Astrology of Envy, Rage, Compassion and Wisdom The Wessex Astrologer (2023)
- By Jove! The Meaning of the Astrological Jupiter The Wessex Astrologer (2025)